# Академічне веслування на літніх Олімпійських іграх 2016 — вісімки (чоловіки)
Змагання з академічного веслування серед вісімок (чоловіки) на літніх Олімпійських іграх 2016 пройшли з 8 по 13 серпня в Лагуні Родрігу-ді-Фрейташ. Участь брали 63 спортсмени.

## Призери
| Золото | Срібло | Бронза |
| Велика Британія Пол Беннетт, Скотт Дюрант, Метт Готрел, Метт Ленгрідж, Том Ренслі, Піт Рід, Вільям Сетч, Ендрю Тріггс-Годж, Фелан Гілл (стерновий) | Німеччина Фелікс Драготта, Мальте Якшик, Ерік Йоганнесен, Андреас Куффнер, Максиміліан Мунскі, Ганнес Оцік, Максиміліан Рейнельт, Ріхард Шмідт, Мартін Зауер (стерновий) | Нідерланди Кай Гендрікс, Роберт Люккен, Боаз Мейлінк, Будевейн Реель, Олів'є Зігелар, Дірк Уттенбогаард, Мехіл Верслейс, Тоні Вітен, Петер Вірсум (стерновий) |

## Рекорди
Станом на 8 серпня 2016 світовий і олімпійський рекорди були такими:
| Світовий рекорд     | Канада | 05:19,350 | Люцерн, Швейцарія       | 25 травня 2012 |
| Олімпійський рекорд | США    | 05:19,850 | Лондон, Велика Британія | 15 серпня 2012 |

## Розклад
Час місцевий (UTC−3).
| Дата      | Час         | Раунд            |
| --------- | ----------- | ---------------- |
| 8 серпня  | 10:50–11:00 | Попередній етап  |
| 10 серпня | 10:00       | Відбірковий етап |
| 13 серпня | 11:24       | Фінал            |

## Змагання

### Попередній етап
Перші екіпажи з кожного заїзду безпосередньо проходять до фіналу змагань. Всі інші екіпажи потрапляють у відбірковий заїзд, де будуть розіграні ще чотири місця до фіналу.

#### Заїзд 1
| Місце | Спортсмени | Збірна          | Час     |
| ----- | --- | --------------- | ------- |
| 1     | Пол Беннетт, Скотт Дюрант, Метт Готрел, Метт Ленгрідж, Том Ренслі, Піт Рід, Вільям Сетч, Ендрю Тріггс-Годж, Фелан Гілл (стерновий)                      | Велика Британія | 5:34.23 |
| 2     | Кай Гендрікс, Роберт Люккен, Боаз Мейлінк, Будевейн Реель, Олів'є Зігелар, Дірк Уттенбогаард, Мехіл Верслейс, Тоні Вітен, Петер Вірсум (стерновий)      | Нідерланди      | 5:36.16 |
| 3     | Майкл Брейк, Айзек Грейнджер, Стівен Джонс, Алекс Кеннеді, Шон Кіркем, Том Маррей, Брук Робертсон, Джо Райт, Калеб Шеперд (стерновий)                   | Нова Зеландія   | 5:36.28 |
| 4     | Лука Агаменноні, Вінченцо Капеллі, П'єрпаоло Фраттіні, Фабіо Інфімо, Емануеле Ліуцці, Маріо Паонесса, Маттео Стефаніні, Сімоне Веньєр, Енріко Д’Анієлло | Італія          | 5:52.83 |

#### Заїзд 2
| Місце | Спортсмени | Збірна    | Час     |
| ----- | --- | --------- | ------- |
| 1     | Фелікс Драготта, Мальте Якшик, Ерік Йоганнесен, Андреас Куффнер, Максиміліан Мунскі, Ганнес Оцік, Максиміліан Рейнельт, Ріхард Шмідт, Мартін Зауер (стерновий)                   | Німеччина | 5:38.22 |
| 2     | Майк Дісанто, Сем Доммер, Остін Хак, Алекс Карвоскі, Стівен Каспжик, Роб Манн, Гленн Очелл, Ганс Стражина, Сем Оджсеркіс (стерновий)                                             | США       | 5:40.16 |
| 3     | Збігнєв Сходовський, Матеуш Віланговський, Марцін Бжезінський, Роберт Фухс, Крістіан Арановський, Міхал Шпаковський, Міколай Бурда, Пйотр Ющак, Даніель Трояновський (стерновий) | Польща    | 5:42.32 |

### Відбірковий етап
Остання команда займає 7-е місце.
| Місце | Спортсмени | Збірна        | Час     |
| ----- | --- | ------------- | ------- |
| 1     | Майк Дісанто, Сем Доммер, Остін Хак, Алекс Карвоскі, Стівен Каспжик, Роб Манн, Гленн Очелл, Ганс Стражина, Сем Оджсеркіс (стерновий)                                             | США           | 5:51,13 |
| 2     | Кай Гендрікс, Роберт Люккен, Боаз Мейлінк, Будевейн Реель, Олів'є Зігелар, Дірк Уттенбогаард, Мехіл Верслейс, Тоні Вітен, Петер Вірсум (стерновий)                               | Нідерланди    | 5:52,95 |
| 3     | Майкл Брейк, Айзек Грейнджер, Стівен Джонс, Алекс Кеннеді, Шон Кіркем, Том Маррей, Брук Робертсон, Джо Райт, Калеб Шеперд (стерновий)                                            | Нова Зеландія | 5:56,94 |
| 4     | Збігнєв Сходовський, Матеуш Віланговський, Марцін Бжезінський, Роберт Фухс, Крістіан Арановський, Міхал Шпаковський, Міколай Бурда, Пйотр Ющак, Даніель Трояновський (стерновий) | Польща        | 5:59,22 |
| 5     | Лука Агаменноні, Вінченцо Капеллі, П'єрпаоло Фраттіні, Фабіо Інфімо, Емануеле Ліуцці, Маріо Паонесса, Маттео Стефаніні, Сімоне Веньєр, Енріко Д’Анієлло                          | Італія        | 6:05,12 |

### Фінал
| Місце | Спортсмени | Збірна          | Час     |
| ----- | --- | --------------- | ------- |
| 1     | Пол Беннетт, Скотт Дюрант, Метт Готрел, Метт Ленгрідж, Том Ренслі, Піт Рід, Вільям Сетч, Ендрю Тріггс-Годж, Фелан Гілл (стерновий)                                               | Велика Британія | 5:29.63 |
| 2     | Фелікс Драготта, Мальте Якшик, Ерік Йоганнесен, Андреас Куффнер, Максиміліан Мунскі, Ганнес Оцік, Максиміліан Рейнельт, Ріхард Шмідт, Мартін Зауер (стерновий)                   | Німеччина       | 5:30.96 |
| 3     | Кай Гендрікс, Роберт Люккен, Боаз Мейлінк, Будевейн Реель, Олів'є Зігелар, Дірк Уттенбогаард, Мехіл Верслейс, Тоні Вітен, Петер Вірсум (стерновий)                               | Нідерланди      | 5:31.59 |
| 4     | Майк Дісанто, Сем Доммер, Остін Хак, Алекс Карвоскі, Стівен Каспжик, Роб Манн, Гленн Очелл, Ганс Стражина, Сем Оджсеркіс (стерновий)                                             | США             | 5:34.23 |
| 5     | Збігнєв Сходовський, Матеуш Віланговський, Марцін Бжезінський, Роберт Фухс, Крістіан Арановський, Міхал Шпаковський, Міколай Бурда, Пйотр Ющак, Даніель Трояновський (стерновий) | Польща          | 5:34.62 |
| 6     | Майкл Брейк, Айзек Грейнджер, Стівен Джонс, Алекс Кеннеді, Шон Кіркем, Том Маррей, Брук Робертсон, Джо Райт, Калеб Шеперд (стерновий)                                            | Нова Зеландія   | 5:36.64 |